# Малое Стодолище
Малое Стодолище — бывшая деревня в Починковском районе Смоленской области России. 
Располагалась в центральной части области в 28 км к юго-востоку от Починка, в 0,1 км восточнее автодороги А141 Орёл — Витебск. В 0,1 км севернее деревни находилась железнодорожная станция Стодолище на линии Смоленск — Рославль. 

## История
В годы Великой Отечественной войны деревня была оккупирована гитлеровскими войсками в июле 1941 года, освобождена в сентябре 1943 года.
С 28 декабря 2004 года входила в состав Стодолищенского сельского поселения.
Деревня Малое Стодолище упразднена законом Смоленской области 26 ноября 2009 года.